# Trofej Andreje Starovojtova
Trofej Andreje Starovojtova je ocenění pro nejlepšího rozhodčího východoevropské ligy KHL. Nese jméno sovětského rozhodčího (a hráče bandy hokeje) Andreje Starovojtova. Mezi roky 1997 a 2008 bylo ocenění udělováno i v ruské Superlize. Nejčastějším držitelem se mezi lety 1996 a 2013 stal Vjačeslav Bulanov který tuto trofej obdržel šestkrát.

## Držitelé
| Sezóna  | Rozhodčí          |
| ------- | ----------------- |
| 2016-17 | Sergej Kulakov    |
| 2015-16 | Eduards Odiņš     |
| 2014-15 | Аlexej Аnisimov   |
| 2013-14 | Eduards Odiņš     |
| 2012-13 | Eduards Odiņš     |
| 2011-12 | Vjačeslav Bulanov |
| 2010-11 | Eduards Odiņš     |
| 2009-10 | Vjačeslav Bulanov |
| 2008-09 | Vjačeslav Bulanov |
| 2007-08 | Alexandr Poljakov |
| 2006-07 | Vjačeslav Bulanov |
| 2005-06 | Vjačeslav Bulanov |
| 2004-05 | Vjačeslav Bulanov |
| 2003-04 | Alexandr Poljakov |
| 2002-03 | Michail Buturlin  |
| 2001-02 | Michail Buturlin  |
| 2000-01 | Leonid Vajsfeld   |
| 1999-00 | Sergej Karabanov  |
| 1998-99 | Leonid Vajsfeld   |
| 1997-98 | Leonid Vajsfeld   |
| 1996-97 | Viktor Jakušev    |